# ジーワンジョッキー
『ジーワンジョッキー』 (GIJOCKEY) とは、株式会社コーエー（現・コーエーテクモゲームス）から発売されている競馬の騎手を題材としたジョッキーシミュレーションゲーム。
テクモの『ギャロップレーサー』と並んでファンの人気を博し、両社の経営統合後には『チャンピオンジョッキー:ギャロップレーサー&ジーワンジョッキー』が発売された。
『ウイニングポスト』シリーズや『ホースブレーカー』で育てた所有馬をデータ相互交換で登場させることができるほか、騎乗することもできる。また、『ウイニングポスト』シリーズでは『4マキシマム』以降の作品に、本ゲームで育てた主人公（プレイヤー騎手）を登場させることができる。

## ゲーム内容

### 目的
ストーリーモードでは競走馬に騎乗して勝ち星を積み重ね、1年目は新人賞を目指し、その後は騎手大賞を目指す。『ジーワンジョッキー4』（以下『4』）では、新馬育成モードや騎手ランクイベント等が発生する。ゲームの終了条件は設定されておらず、いつまでもプレイすることが可能となっている。
トライアルモードにはシナリオモード、ヒストリカルモード、フリーモードがある。シナリオモードでは各シナリオごとに複数のレースが設定されており自分の選択した競走馬に騎乗してポイントを獲得し、1位を目指す。特定の条件を満たすことで新たなシナリオを登場させることもできる。ヒストリカルモードでは過去に実際に行われたレースと同じ競馬場、同じ枠順で騎乗することが可能。フリーモードでは自分の好きな条件でレースを行うことができる。

### 競走馬世代
『4』では、シンボリルドルフが2歳時の1983年世代からオグリキャップ（1987年世代）、ナリタブライアン（1993年世代）、スティルインラブ（2002年世代）、ディープインパクト（2004年世代）まで中央競馬のみならず地方競馬や日本国外の名馬に騎乗できる。
『ジーワンジョッキー3』（以下『3』）は、1984年世代から2003年世代まで。

### 活躍の場
中央競馬（東京競馬場など10場）はもちろんのこと地方競馬（大井競馬場など6場）、日本国外（ロンシャン競馬場など16場）で騎乗出来る。『ジーワンジョッキー2』（以下『2』）では通常のストーリーモードでは不可能だがシナリオモードでは障害競走に出ることも可能で、『3』からはストーリーモードでも障害競走に乗ることが可能である。しかし4では、騎手ランクが一流以上ではないと日本国外で騎乗することはできない（ゲーム内年月で数年）。また、競馬学校も収録されている。
競馬組織の名前がJRAではなくKRAになっている。KRAのKはコーエーのKであり、韓国馬事会の略称の意味ではない（『ウイニングポスト』シリーズも同様）。

### スペシャル馬
ある一定の条件を満たすと過去の名馬に騎乗することが出来る。『4』で一例を挙げると「地方重賞全制覇」を達成すると、地方競馬出身の元祖アイドルホース・ハイセイコーに騎乗できるようになる等。その登場馬のレパートリーはきわめて広く、戦中の歴史的名牝馬・クリフジや世界の伝説的な名馬（ハイペリオン等）など多岐にわたる。それらを登場させて騎乗するだけでなく、新機能である新馬育成モードで父（母）としても用いることが出来る。

### エクストラ馬
実在の競走馬のみならず『三国志』に登場した赤兎馬「セキトバ」、的盧「テキロ」（唯一の障害馬）や『北斗の拳』の黒王号を思わせる「コクリュウオウ」、『さんまのナンでもダービー』に登場した「ナリタブラリアン」の他、アムール虎「アムール」、シマウマの「サバンナ」、空想上の生き物「インブリウム」、古代ギリシアの昔から伝承されてきた空想上の生物「ユニコ」なども条件を満たす事で騎乗できる。

## 『4』での登場人物

### 騎手

#### 同期
- 織田優弥 - 落ち着いた風貌の同級生（『4』）
- 大原恵里 - 今作の同期の紅一点（『4』）
- 原口大介 - 豪腕追いが得意な同期（『4』）

#### 一流
- 蔭山陽介 - まじめな性格と正確な騎乗をする（『2』）
- 雨宮零次 - 競馬学校時代の成績も、騎手としての成績も優秀（『3』）

#### 実力派
- 精武万作 - 豪快な競馬をする（『2』）
- 精武小鈴 - 女性ながら一線級で活躍している（『3』）

#### 中堅
- 高瀬日明 - 真の勝負師（『1』）
- 金城晴夫 - 技術は並（『1』）

#### 若手
- 中条昇 - 後輩の面倒見がいい（『3』）
- 楽坂昇 - ややお調子者（『2』）

※（）内はプレイヤーと同期または後輩として登場した時のシリーズ名

### 主な調教師
- 池井康朗 - ディープインパクトを管理
- 奥山章次 - 冠名メジロを多数管理
- 瀬戸内強 - 芦毛の怪物オグリキャップを管理
- 中田省二 - シリーズお馴染みの一匹狼
- 仁藤裕次郎 - 牝馬の仁藤
- 萩沢和人 - シンボリルドルフを管理
- 古窪洋一 - 初心者向け

### その他の登場人物
- 若林未来 - 年末表彰の司会者
- 精武門吉 - 競馬学校の先生

上記の2名は『1』では同期、『2』では先輩の騎手。
- 榎本慶子 - 調教助手（GIを勝てば調教を依頼できる）
- 長峰隆 - コースポ・トラックマン
- 葛西玲子 - スペシャル馬を入手すると知らせてくれる
- 地方調教師・海外調教師 - 騎乗交渉時のみ登場

## シリーズ作品

### PlayStation
- GI JOCKEY（ジーワンジョッキー）
  - 初回限定版 - 1999年3月11日発売
  - 2000 - 2000年2月3日発売
  - KOEI The Best - 2001年7月5日発売

### PlayStation 2
- ジーワンジョッキー2
  - 初回版 - 2000年11月2日発売
  - 2001 - 2001年3月22日発売
  - KOEI The Best - 2001年11月7日発売
  - 定番シリーズ - 2003年10月2日発売
- ジーワンジョッキー3
  - 初回版 - 2002年12月21日発売
  - 2003 - 2003年10月30日発売
  - KOEI The Best - 2004年8月5日発売
  - 2005年度版 - 2005年2月24日発売
  - 定番シリーズ - 2006年9月14日発売
- ジーワンジョッキー4
  - 初回版 - 2005年12月22日発売
  - 2006 - 2006年9月14日発売
  - 2007 - 2007年11月1日発売
  - 2008 - 2008年9月18日発売

### PLAYSTATION 3
- ジーワンジョッキー4
  - 2007
    - 体験版 - 2007年10月18日（PLAYSTATION Storeにて配信）
    - 通常版 - 2007年11月1日発売。
    - DUALSHOCK 3対応

  - 2008 - 2008年9月18日発売

### Wii
- ジーワンジョッキー Wii
  - 初回版 - 2007年3月15日発売
  - 2008 - 2008年9月18日発売
    - バランスWiiボードでの騎乗操作可。

ファミ通クロスレビューでは8、8、8、7の31点でシルバー殿堂入り。レビュアーは「ハードの機能を活かした操作が独創的で楽しい」「スタンダード操作や難易度調整でシリーズ未経験者にはちょうどいい」「ボリュームは十分」「調教の設定が細かい」とした一方「シリーズ経験者はやりやすいが4とほぼ変わりがない、変化が欲しかった」「序盤は覚えることが多くて競馬の知識がないと難しい」とした。